# Corine Petit
Pour les articles homonymes, voir Petit.
Corine Petit (de son nom complet Corine Cécile Petit) est une joueuse internationale française de football née le 5 octobre 1983 à La Rochelle. Elle a évolué au poste de défenseur ou milieu de terrain défensif à l'Olympique lyonnais de 2008 à 2018.
Elle joue dans le film de Mohamed Hamidi « Une Belle Équipe » en 2019 aux côtés de Kad Merad, Céline Sallette, Sabrina Ouazani ou encore Laure Calamy et Alban Ivanov

## Carrière sportive

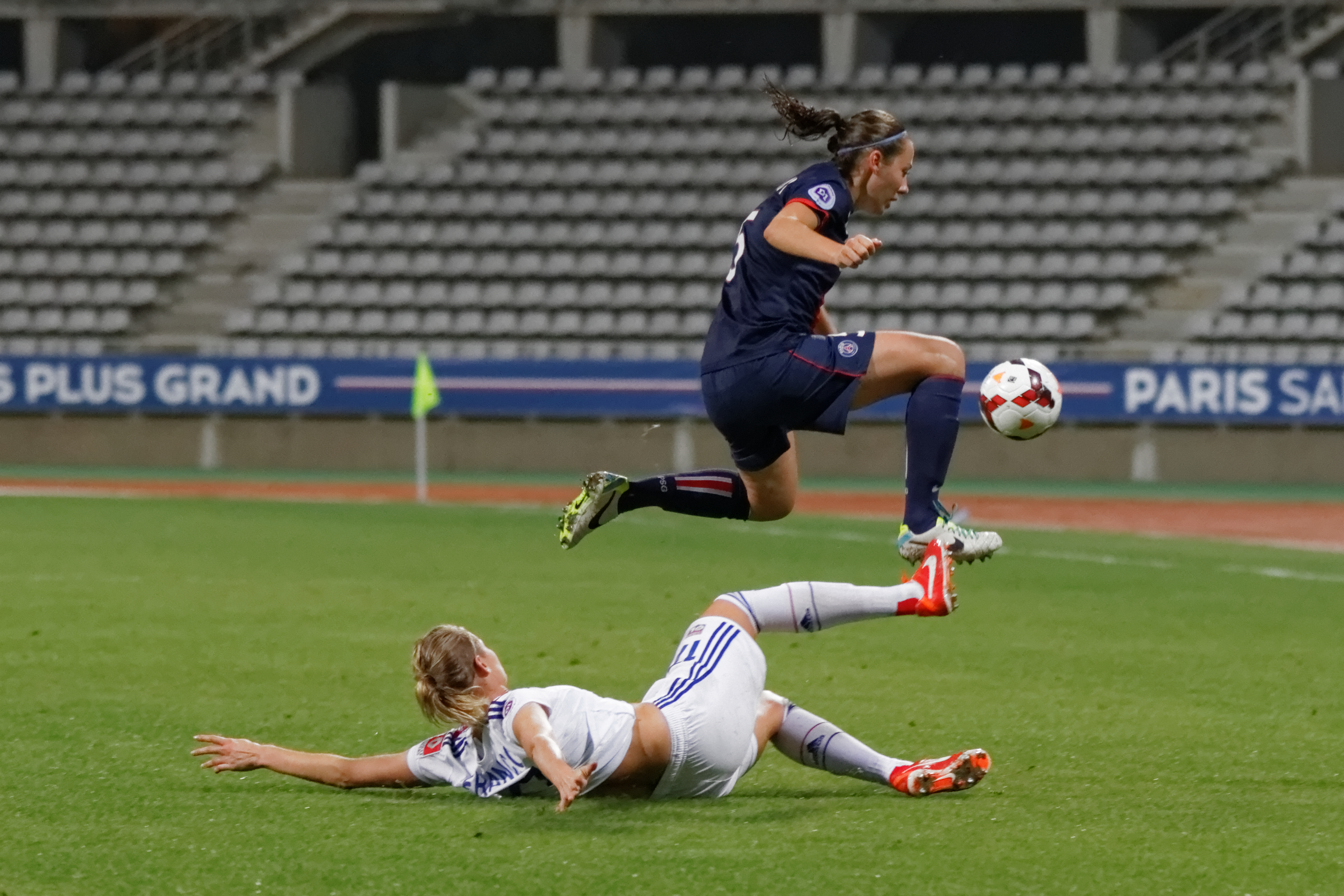
Corine Franco (Lyon) taclant Sabrina Delannoy (PSG).

Elle a participé aux Championnats du Monde des moins de 19 ans 2002 au Canada. 
Au 22 juillet 2013, elle a été sélectionnée à 85 reprises en équipe de France, y inscrivant 11 buts. Sa première apparition remonte au 22 février 2003, lors du match France-Chine.
En club, elle commence sa carrière à Soyaux avant de rejoindre en 2008 les rangs de l'Olympique lyonnais. Elle y remporte quatre championnats de France ainsi que la Ligue des Champions en 2011 et 2012.
Corine Franco est aussi une athlète engagée auprès de la Fondation du Sport. Elle a pris part au programme Bien Manger, C'est Bien Joué!, programme lancé en 2005 par la Fondation du Sport. Elle a participé à la réalisation de vidéos adressées aux jeunes sportifs pour leur apprendre les bases d'une alimentation adaptée à l'effort physique. Ce programme de la Fondation du Sport sensibilise également les enfants à l'importance de l'activité physique.
En janvier 2014, elle reprend son nom de jeune fille, Corine Petit et porte le maillot "Petit" lors de la Cyprus Cup.
Lors de la coupe du monde 2015 au Canada, la joueuse lyonnaise n'est pas retenue pour la disputer avec la France, Corine Petit commente avec Denis Balbir les matchs de la compétition sur W9.
Elle prend sa retraite sportive à l'issue de la saison 2017-2018.
Elle commente des rencontres de la coupe du monde féminine de football 2023 diffusées sur M6 et W9.

## Clubs successifs
- Avenir Maritime Laleu
- ES Rochellaise
- 2001-2008 : ASJ Soyaux (D1)
- 2008-2018 : Olympique lyonnais (D1)

## Palmarès
Avec l'Olympique lyonnais
- Championnat de France (10) :
  - Championne : 2009, 2010, 2011, 2012, 2013, 2014, 2015, 2016, 2017 et 2018.

- Coupe de France (6):
  - Vainqueur : 2012, 2013,  2014, 2015, 2016 et 2017

- Ligue des champions (5) :
  - Vainqueur : 2011, 2012, 2016, 2017 et 2018.
  - Finaliste : 2010, 2013

## Statistiques détaillées
| Saison                | Club                  | Championnat           | Championnat | Championnat | Coupe(s) nationale(s) | Coupe(s) nationale(s) | Compétition(s) continentale(s) | Compétition(s) continentale(s) | Compétition(s) continentale(s) | France | France | Total | Total |
| Saison                | Club                  | Division              | M.          | B.          | M.                    | B.                    | Comp.                          | M.                             | B.                             | M.     | B.     | M.    | B.    |
| 2001-2002             | ASJ Soyaux            | D1                    |             |             |                       |                       | -                              | -                              | -                              | -      | -      | 0     | 0     |
| 2002-2003             | ASJ Soyaux            | D1                    | 18          | 4           |                       |                       | -                              | -                              | -                              | 3      | 1      | 21    | 5     |
| 2003-2004             | ASJ Soyaux            | D1                    | 22          | 13          |                       |                       | -                              | -                              | -                              | 1      | 0      | 23    | 13    |
| 2004-2005             | ASJ Soyaux            | D1                    | 22          | 8           | 3+                    | 4                     | -                              | -                              | -                              | -      | -      | 25    | 12    |
| 2005-2006             | ASJ Soyaux            | D1                    | 22          | 12          |                       |                       | -                              | -                              | -                              | -      | -      | 22    | 12    |
| 2006-2007             | ASJ Soyaux            | D1                    | 22          | 7           |                       |                       | -                              | -                              | -                              | 7      | 0      | 29    | 7     |
| 2007-2008             | ASJ Soyaux            | D1                    | 19          | 7           | 4                     | 2                     | -                              | -                              | -                              | 6      | 1      | 29    | 10    |
| Sous-total            | Sous-total            | Sous-total            | 125         | 51          | 7                     | 6                     | -                              | -                              | -                              | 17     | 2      | 149   | 59    |
| 2008-2009             | Olympique lyonnais    | D1                    | 19          | 2           | 3                     | 1                     | WCL                            | 6                              | 2                              | 9      | 2      | 37    | 7     |
| 2009-2010             | Olympique lyonnais    | D1                    | 21          | 2           | 4                     | 0                     | WCL                            | 9                              | 1                              | 14     | 4      | 48    | 7     |
| 2010-2011             | Olympique lyonnais    | D1                    | 5           | 0           | 0                     | 0                     | WCL                            | 2                              | 0                              | 7      | 0      | 14    | 0     |
| 2011-2012             | Olympique lyonnais    | D1                    | 16          | 2           | 4                     | 1                     | WCL                            | 8                              | 1                              | 14     | 1      | 42    | 5     |
| 2012-2013             | Olympique lyonnais    | D1                    | 17          | 4           | 5                     | 1                     | WCL+CI                         | 5+2                            | 0+1                            | 19     | 2      | 48    | 8     |
| 2013-2014             | Olympique lyonnais    | D1                    | 15          | 1           | 6                     | 3                     | WCL                            | 2                              | 0                              | 9      | 0      | 32    | 4     |
| 2014-2015             | Olympique lyonnais    | D1                    | 17          | 0           | 6                     | 1                     | WCL                            | 3                              | 1                              | -      | -      | 26    | 2     |
| 2015-2016             | Olympique lyonnais    | D1                    | 11          | 3           | 3                     | 1                     | WCL                            | 4                              | 0                              | -      | -      | 18    | 4     |
| 2016-2017             | Olympique lyonnais    | D1                    | 8           | 3           | 4                     | 1                     | WCL                            | 3                              | 1                              | -      | -      | 15    | 5     |
| 2017-2018             | Olympique lyonnais    | D1                    | 7           | 0           | 3                     | 1                     | WCL                            | 3                              | 0                              | -      | -      | 13    | 1     |
| Sous-total            | Sous-total            | Sous-total            | 136         | 17          | 38                    | 10                    | -                              | 45                             | 6                              | 72     | 9      | 291   | 42    |
| Total sur la carrière | Total sur la carrière | Total sur la carrière | 261         | 68          | 45                    | 16                    | -                              | 45                             | 6                              | 89     | 11     | 440   | 101   |